# Dacă aș rămâne
Dacă aș rămâne  (în engleză If I Stay) este un film american dramatic romantic pentru adolescenți din 2014, regizat de R. J. Cutler. Este bazat pe romanul cu același nume din 2009 al lui Gayle Forman. Filmul îi are în distribuție pe Chloë Grace Moretz, Mireille Enos, Joshua Leonard și Stacy Keach.
A fost lansat la 22 august 2014, încasând 78,9 milioane de dolari americani la nivel mondial, la un buget de 11 milioane de dolari. Filmul a avut recenzii mixte.

## Distribuție
- Chloë Grace Moretz – Mia Hall
- Jamie Blackley – Adam Wilde
- Mireille Enos – Kat Hall
- Joshua Leonard – Denny Hall
- Stacy Keach – George Hall
- Aisha Hinds – Nurse Ramirez
- Lauren Lee Smith – Willow
- Liana Liberato – Kim Schein
- Aliyah O'Brien – EMT
- Jakob Davies – Teddy Hall